# Syed Ata Ullah Shah Bukhari
Syed Ata Ullah Shah Bukhari, né le 23 septembre 1892 et mort le 21 août 1961, était un érudit musulman hanafi, leader religieux et politique du sous-continent indien. 

## Biographie
Syed Ata Ullah Shah Bukhari fut l'un des membres fondateurs du Majlis-e-Ahrar-e-Islam (en). Son biographe, Agha Shorish Kashmiri, affirme que la plus grande contribution de Bukhari a été sa germination de forts sentiments anti-Britanniques parmi les musulmans indiens. Il est l'un des chefs les plus notables du mouvement Ahrar qui a été associé à l'opposition à Muhammad Ali Jinnah et à la création d'un Pakistan indépendant (mais cela n'est pas confirmé) ainsi qu'à la persécution du mouvement Ahmadiyya. Il est considéré comme une rhétorique légendaire, ce qui l'a rendu célèbre parmi les musulmans.